# Soulbook
Soulbook é o vigésimo quinto álbum de estúdio do cantor Rod Stewart, lançado a 17 de Outubro de 2009.

## Faixas
1. "It's the Same Old Song" - 4:15
2. "My Cherie Amour" (com Stevie Wonder) - 3:10
3. "You Make Me Feel Brand New" (com Mary J. Blige) - 4:36
4. "(Your Love Keeps Lifting Me) Higher and Higher" - 3:21
5. "Tracks of My Tears" (com Smokey Robinson) - 3:36
6. "Let It Be Me" (com Jennifer Hudson) - 3:16
7. "Rainy Night in Georgia" - 4:13
8. "What Becomes of the Broken Hearted" - 3:19
9. "Love Train" - 3:03
10. "You've Really Got a Hold on Me" - 3:17
11. "Wonderful World" - 3:33
12. "If You Don't Know Me by Now" - 3:59
13. "Just My Imagination" - 3:35

## Desempenho nas paradas musicais
| Parada musical (2009)          | Posições |
| ------------------------------ | -------- |
| Canadá - Canadian Albums Chart | 3        |
| Estados Unidos - Billboard 200 | 4        |